# Glockenspiel

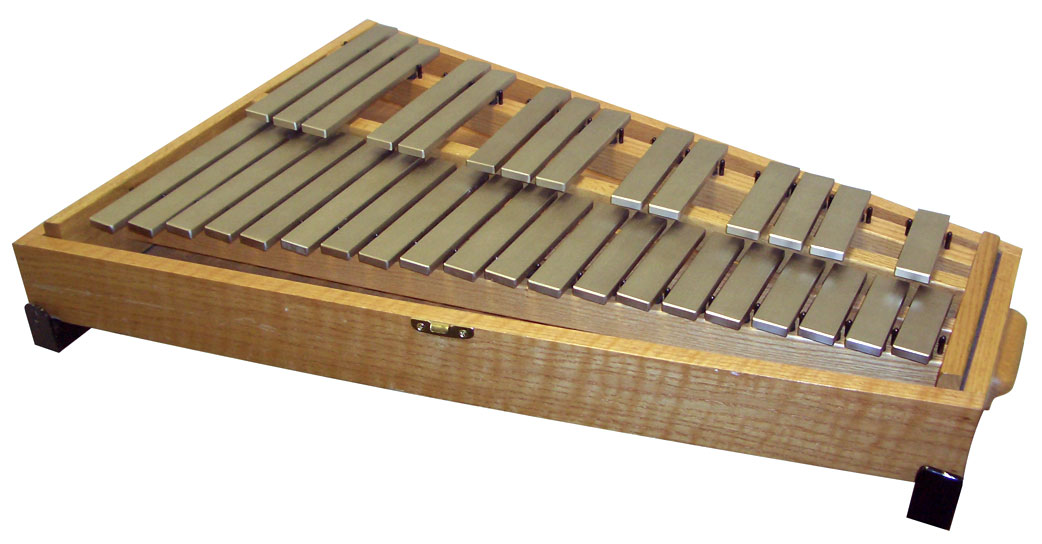
Orkestglockenspiel

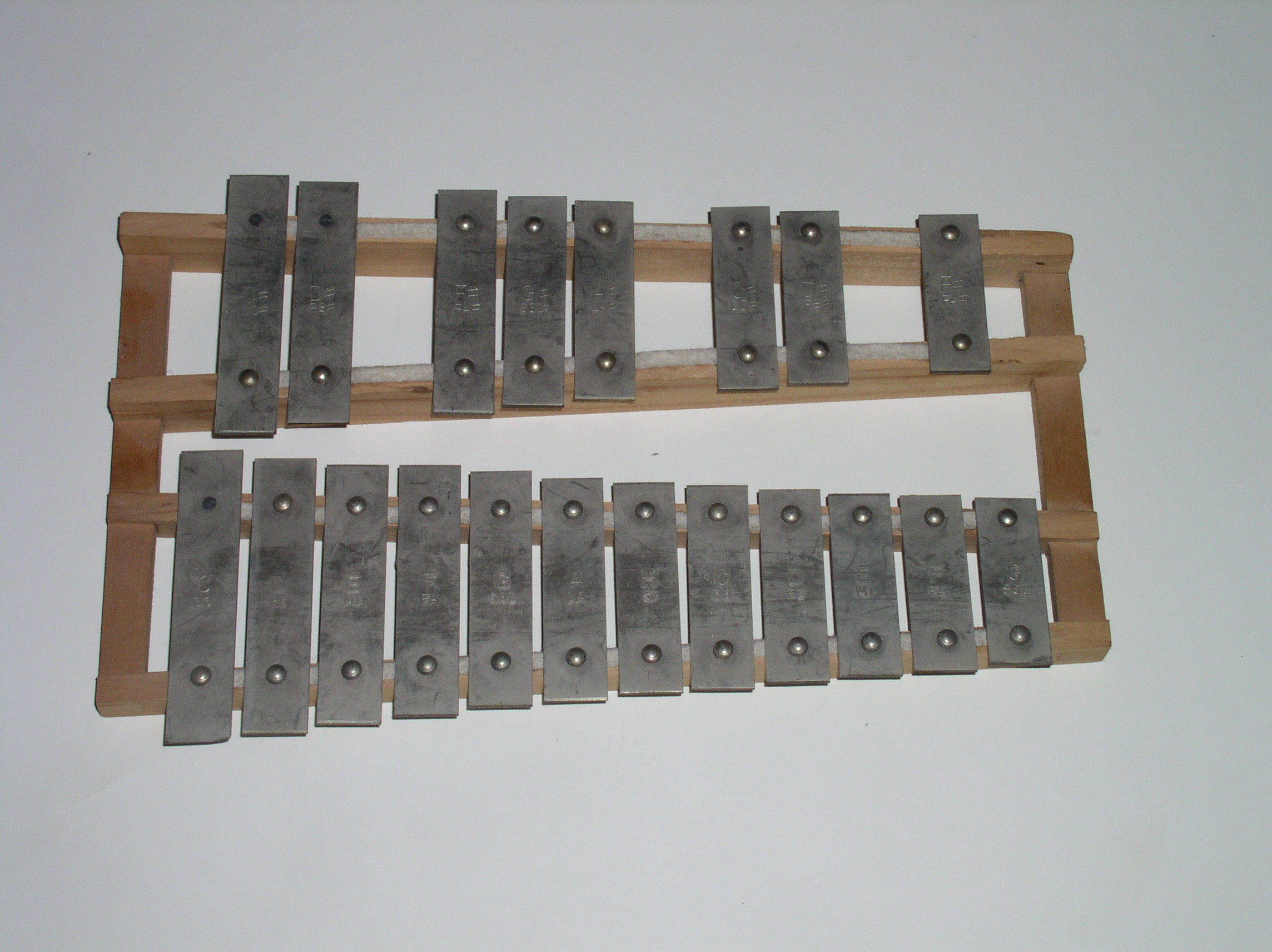
Eenvoudig glockenspiel

Een glockenspiel (Duits) is een metallofoon, een muziekinstrument uit de groep der idiofonen, bestaande uit twee rijen metalen staven (toetsen), doorgaans zonder resonator. Soms wordt wel de misverstanden oproepende benaming 'klokkenspel' (carillon) gebruikt.
Het instrument wordt bespeeld met stokken (ook wel mallets genoemd). De afmetingen van de toets (lengte en dikte) bepalen de hoogte van de voortgebrachte toon, waardoor de toetsen voor lage tonen veel groter zijn dan toetsen voor hoge tonen. In tegenstelling tot xylofoon en marimba wordt alleen de grondtoon gestemd. De boventonen van een klokkenspel zijn hierdoor niet harmonisch. Spelen van tertsen in het hoge register van een glockenspiel maakt doordringende (en meestal hinderlijke) tartini-tonen hoorbaar.
Een variant van het glockenspiel zoals dat in een harmonie, fanfare of drumband gebruikt wordt (Engels: marching bell) staat ook bekend als een lyra of bell lyra.
In de volksmond wordt een glockenspiel weleens verward met de xylofoon, die echter groter is, houten toetsen heeft en vaak over een resonator beschikt.